# Góry (powiat siedlecki)
Góry – wieś w Polsce położona w województwie mazowieckim, w powiecie siedleckim, w gminie Korczew. Ma status sołectwa.
| SIMC    | Nazwa        | Rodzaj     |
| ------- | ------------ | ---------- |
| 0675063 | Ruska Strona | przysiółek |

W latach 1975–1998 miejscowość należała administracyjnie do województwa siedleckiego.
Wierni kościoła rzymskokatolickiego należą do parafii św. Stanisława Biskupa Męczennika i św. Anny w Knychówku.